# Rhodanthemum gayanum
Rhodanthemum gayanum es una especie de planta floral del género Rhodanthemum, tribu Anthemideae, familia Asteraceae. Fue descrita científicamente por (Coss. & Durieu) B.H.Wilcox, K.Bremer & Humphries.
Se distribuye por Argelia y Marruecos.